# Niemcza
Niemcza [ˈɲɛmʧa], tyska: Nimptsch, tjeckiska: Němčí, är en småstad i sydvästra Polen, belägen i distriktet Powiat dzierżoniowski i Nedre Schlesiens vojvodskap, vid floden Ślęza öster om distriktets huvudort Dzierżoniów. Tätorten hade 3 174 invånare i juni 2014 och är centralort för en stads- och landskommun med totalt 5 757 invånare samma år. 

## Historia

### Äldre historia före 990
Niemcza är en av de äldsta bosättningarna i regionen. Staden ligger vid en gammal nord-sydlig handelsled mellan Böhmen och Östersjön. De äldsta lämningarna av bosättningar i området är från Lausitzkulturen under bronsåldern. Omkring 1000 f.Kr. uppfördes en träborg på en höjd ovanför floden Ślęza som existerade fram till omkring 500 f.Kr. De germanska silingerna bosatte sig i området mellan floden och berget Ślęża omkring 300-talet. Det slaviska namnet "Nemzi" på bosättningen tros ha givits till platsen i samband med att västslaviska folkgrupper slog sig ned i området omkring 500-talet, och betyder ordagrant "stum", "främmande", vilket också var västslavernas namn på germaner. Namnet återfinns idag även i polskans namn på Tyskland, "Niemcy". Under 700-talet uppfördes en slavisk borganläggning på platsen av slensanerna. En senare borganläggning på platsen för det nuvuarande slottet uppfördes under hertigdömet Böhmen på 900-talet.

### Under huset Piast 990–1335
Staden fungerade under äldre medeltid som Schlesiens huvudstad, innan Breslau övertog denna roll. År 990 erövrades borgen av den polske hertigen Mieszko I, och Schlesien kom att lyda under huset Piast under de följande århundradena. Händelsen omnämns i Monachus Sazavensis krönika i klostret Sázava i Böhmen, och ortnamnet är därmed ett av de äldsta nedtecknade i Schlesien. I Thietmar av Merseburgs krönika omnämns att den tysk-romerske kejsaren Henrik II förgäves belägrade borgen år 1017. Även Bretislav II av Böhmen belägrade borgen utan framgång år 1093, och Niemcza förblev i polsk ägo. 1137 firades det slutliga undertecknandet av freden i Kłodzko mellan Boleslav III av Polen och Sobeslav I av Böhmen här. 1155 blev den befästa orten huvudort i ett borglän.
Genom Polens delning efter Boleslav III:s död kom staden att bli en del av hertigdömet Schlesien, under den schlesiska grenen av huset Piast, och blev efter hertigdömets delning del av hertigdömet Wrocław. Under 1200-talet slog sig tyska bosättare ned i orten och 1282 fick orten stadsrättigheter. I slutet av 1200-talet fick staden en stadsmur som fortfarande är delvis bevarad, och stadens slott uppfördes i sten. 1311 kom hertigdömet Wrocław åter att delas och staden blev del av hertigdömet Brzeg. Tillsammans med hertigdömet Brzeg kom staden att erkänna kungariket Böhmens länsöverhöghet 1329, vilket bekräftades i fördraget i Trenčín 1335.

### Böhmen och Habsburgmonarkin 1335–1742
Staden intogs av husiterna 1430 och jämnades med marken efter att hertig Ludvig III av Ohlau återerövrat staden 1434. Under renässansen kom stadens betydelse som handelscentrum att minska, och grannstäderna Frankenstein och Reichenbach kom att överta stadens roll som centrum i regionen. Först under 1500-talet kom staden att återhämta sig efter 1430-talets förstörelse. 1585 byggdes slottet om i renässansstil och gavs namnet Hedwigsburg, som säte för hertigarna av Nimptsch. Eftersom hertigtiteln innehades av hertigarna av Brieg, kom slottet i praktiken aldrig att fungera som huvudsakligt residens. 1534 infördes den lutherska reformationen i staden. År 1612 uppfördes S:t Georgskyrkan på platsen för den medeltida S:t Adalbertskyrkan.

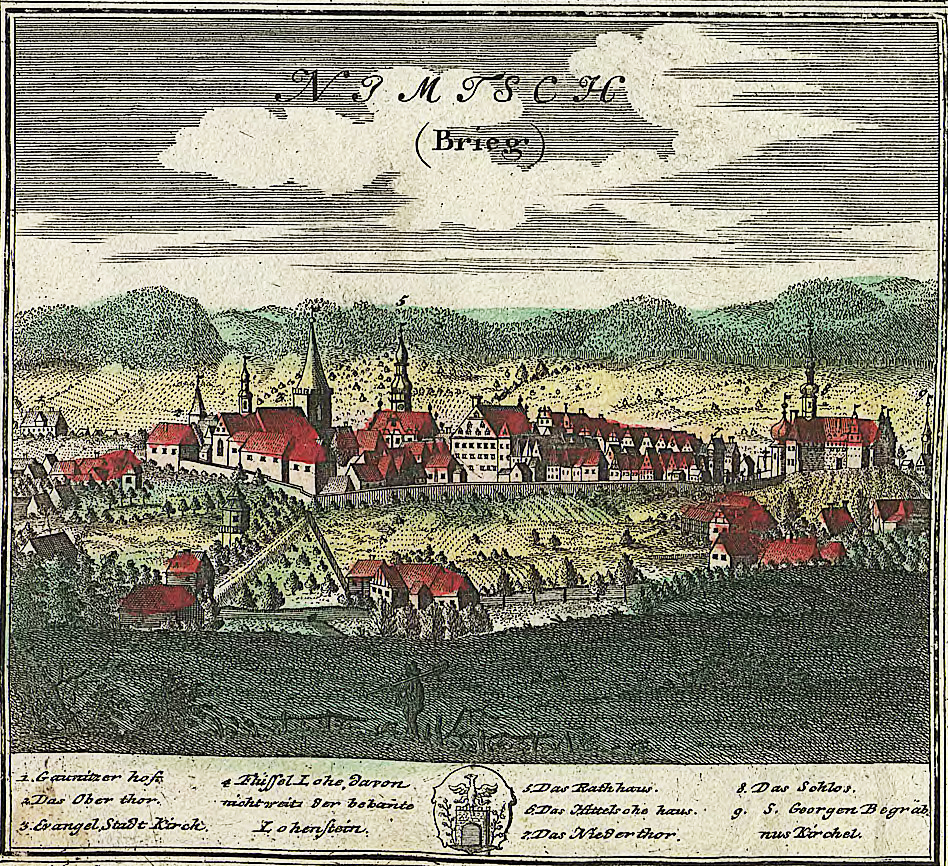
Nimptsch 1752. Ur F.B. Werner, Scenographia Urbium Silesiae Tabula XI

Det trettioåriga kriget blev ett svårt bakslag för stadens ekonomiska återhämtning. 1633 brändes staden av Wallensteins trupper, och efter en pestepidemi angavs 91 av stadens 103 fastigheter vara övergivna. 1642 plundrades staden efter att ha intagits av svenska trupper under Lennart Torstensson. Efter att den siste hertigen av huset Piast, Georg Vilhelm av Liegnitz, avlidit 1675, uppgick staden och hertigdömet i de böhmiska kronländerna under Habsburgmonarkin. I och med detta kom även motreformationen att införas i staden, vilket ledde till motsättningar mellan stadens protestantiska och katolska församlingar. Slottet och den katolska Hedvigskyrkan förstördes i en brand 1735, och medan den katolska kyrkan snart återuppbyggdes kom slottet först 1830 att återuppföras, där endast en sgraffitodekorerad oktagonal byggnad återstod av renässansslottet.

### Preussen och Tyska riket 1742–1945
1742 tillföll staden Preussen genom Österrikiska tronföljdskriget. Under Napoleonkrigen plundrades staden flera gånger av Rhenförbundets styrkor. 1859 härjade en större stadsbrand. 1884 fick staden järnvägsanslutning via Heidersdorf i riktning mot Breslau och 1894 vidare mot Ober Peilau. Mellan 1818 och 1932 var staden huvudort i Landkreis Nimptsch i provinsen Schlesien respektive provinsen Niederschlesien. 
Staden klarade sig undan förstörelse under andra världskriget. Under kriget fanns ett satellitläger till koncentrationslägret Gross-Rosen i staden. 

### Polen 1945–
Efter krigsslutet 1945, då staden tillföll Polen genom Potsdamöverenskommelsen, fördrevs den tyska befolkningen. Under decennierna efter krigsslutet återbefolkades staden successivt av polska bosättare och flyktingar från de tidigare polska områdena öster om Curzonlinjen, men stora delar av stadens historiska byggnader förföll. 1964 revs Hedvigskyrkan och slottets renässansoktagon, men delar av kyrkans barockinredning fördes till Nationalmuseet i Wrocław. Av slottet återstår idag 1800-talsflygeln, som efter kriget användes som fabrik.

## Sevärdheter

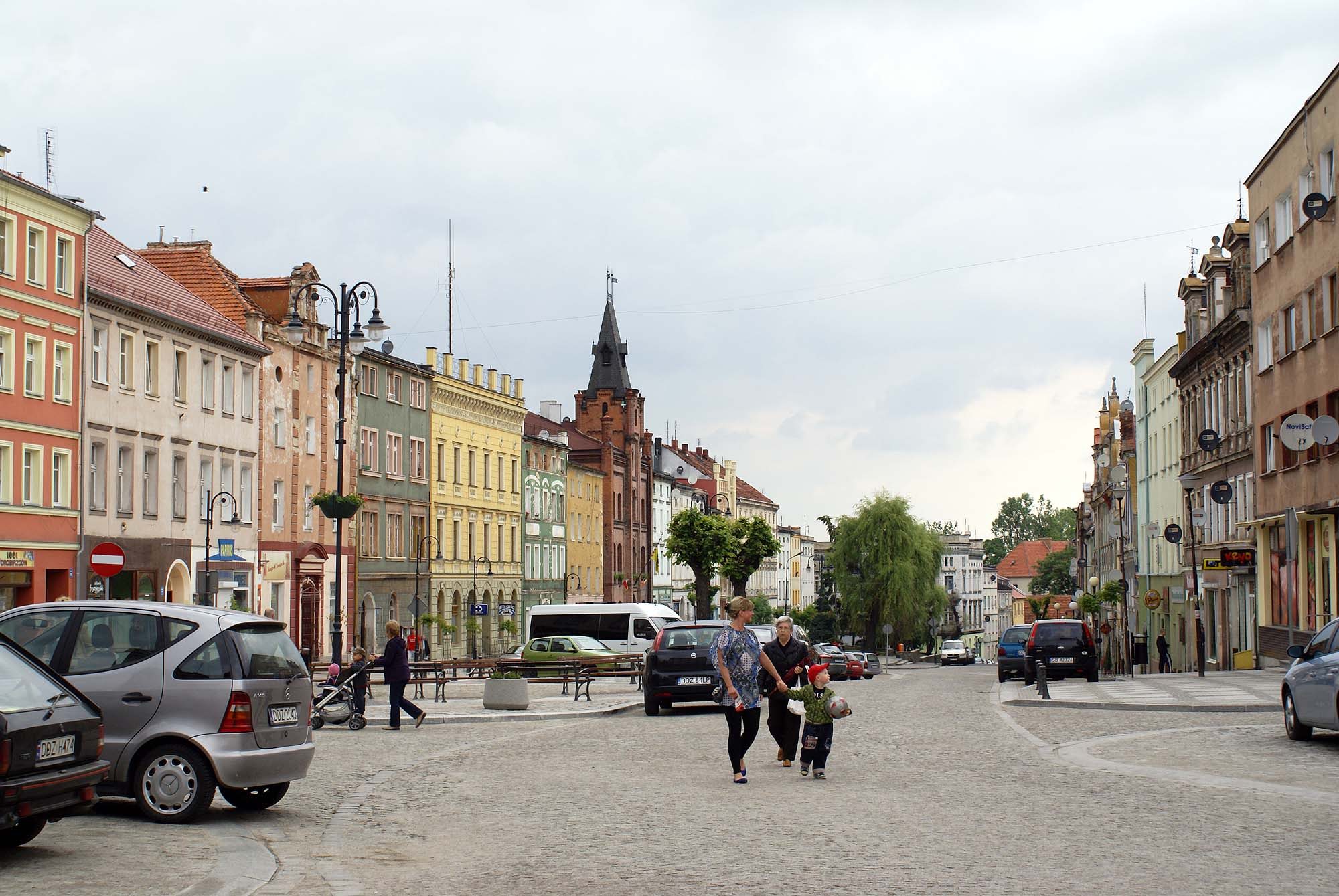
Stora torget.

- Niemczas slott, ursprungligen grundlagt på 900-talet och utbyggt under medeltiden och renässansen, är delvis bevarat. Delar av slottet revs 1964 efter att ha förfallit sedan andra världskriget och återstoden användes som fabriksbyggnad.
- Slottet i Gola Dzierżoniowska
- S:t Göranskyrkan
- Borgarhus i barockstil vid stora torget
- Friedrich Bernhard von Prittwitz (1720–1793) mausoleum på stadens kyrkogård.
- Wojsławices rhododendronpark, en tidigare herrgårdspark som idag används som arboretum av Wrocławs universitets botaniska trädgård.

## Kommunikationer
Europavägen E67, genom Polen skyltad som nationell landsväg nr 8 (DK 8), passerar förbi staden på en kringgående led väster om tätorten. 
Järnvägen genom staden är idag nedlagd. Närmaste trafikerade järnvägsstation finns i Piława Górna, omkring 10 kilometer åt sydväst.

## Kända invånare
- Jo Brauner (född 1937), nyhetsuppläsare i Tagesschau i tyska kanalen ARD.
- Katja Ebstein (född 1945), sångerska och skådespelerska.
- Friedrich von Logau (1605–1655), barockpoet.
- Daniel Casper von Lohenstein (1635–1683), barockpoet, jurist och diplomat.
- Paweł Sibik (född 1971), fotbollsspelare.
- Sigmar Wittig (född 1940), professor i strömningsmaskinteknik, rektor för Karlsruhes tekniska universitet 1994-2002 och styrelseordförande för DLR 2002-2007.